# XU Exponential University of Applied Sciences
Die XU Exponential University of Applied Sciences (kurz XU Exponential University) ist eine staatlich anerkannte, private Fachhochschule (eng. University of Applied Sciences) in Potsdam. Träger der auf Digitalisierung ausgerichteten Bildungseinrichtung ist die XU Exponential University of Applied Sciences GmbH.

## Geschichte
Das Trägerunternehmen wurde am 30. November 2015 gegründet. Es firmierte zunächst als DBC Digital Berlin Coworking GmbH. Seine Umbenennung erfolgte im April 2018. Die Initiatoren präsentierten dem Senat von Berlin sowie dem Land Brandenburg das Hochschulkonzept. Die ersten Planungen sahen vor, mit fünf Studiengängen zum Wintersemester 2017/18 den Lehrbetrieb aufzunehmen. Zu den Initiatoren der Hochschulgründung zählten unter anderem Christopher Jahns, Pascal Forster und Nicole Gaiziunas; als Unternehmen beteiligte sich die Klett Gruppe.
Am 18. Dezember 2018 wurde die Fachhochschule durch das Ministerium für Wissenschaft, Forschung und Kultur des Landes Brandenburg anerkannt. Nach Angaben der Hochschule wurde in Berlin kein Akkreditierungsantrag gestellt.
Der Lehrbetrieb mit maximal 40 Studienplätzen startete in Potsdam im April 2019, die Studierenden begannen in den Bachelorstudiengängen Digital Business und Coding and Software Engineering. Gründungspräsident war Uwe Eisermann.
Von Dezember 2019 bis März 2021 leitete Stefanie Fiege die Hochschule kommissarisch. Im April 2021 übernahm Filipe de Castro Soeiro das Amt des Hochschulpräsidenten.

## Ausrichtung, Kosten und Finanzierung
Die Studiengänge sind auf Digitalisierung und Technologie ausgerichtet. Die Hochschule erhebt Studiengebühren. Je nach Studiengang bewegen sie sich zwischen 7.500 bis zu 31.000 Euro (Stand: Januar 2024). Die Hochschule bietet zur Finanzierung ein Kreditprogramm (Umgekehrter Generationenvertrag), einen XU University Bildungsfond und weitere finanzielle Fördermöglichkeiten wie beispielsweise Stipendien von und mit Partnerunternehmen.

## Studiengänge
Ein Studium ist in folgenden Studiengängen möglich (Stand: Januar 2024):
Bachelorstudiengänge:
- Digital Business
- Coding and Software Engineering
- Marketing and Social Media
- Data Science

Masterstudiengänge:
- Digital Transformation Management
- Data Science

Die Bachelor-Studiengänge werden als Vollzeitprogramm und die Master-Studiengänge berufsbegleitend angeboten, digitale Lerneinheiten kommen hinzu. Die Veranstaltungen finden in englischer Sprache statt. Zum Studium gehören Aufenthalte im Ausland an Summer Schools im Masterstudiengang beziehungsweise an internationalen Partnerhochschulen im Bachelorstudiengang.

## Lehrkörper
Januar 2024 zählten 25 Personen zum Lehrkörper. Zum Team der Professoren zählen unter anderem Philipp Bouteiller und Dominik Matyka.

## Campus
Die XU Exponential University of Applied Sciences hat ihren Sitz im Potsdamer Stadtteil Babelsberg. Der Studienbetrieb findet im Studio Five in der Nähe des Babelsberger Filmstudios und der Filmuniversität Babelsberg Konrad Wolf statt sowie im gegenüber liegenden Neubau Gebäude im zweiten Stock.